# Bärenwald Belitsa
Der Bärenwald Belitsa (vormals Tanzbärenpark Beliza) ist ein im Jahr 2000 gegründeter Wildpark für Bären in der Nähe des bulgarischen Beliza. Betreiber der Einrichtung sind der Verein Vier Pfoten und die französische Tierschutzorganisation Brigitte Bardot Foundation. Da es keine Tanzbären mehr zu retten gibt, wurde der Name im Mai 2022 in Bear Sanctuary Belitsa geändert.
Der Park umfasst eine Fläche von 12 Hektar und beherbergt ehemalige Tanzbären aus Bulgarien, Serbien und Albanien, Bären aus bulgarischen Zoos sowie Bären aus „privater Haltung“. Auch von den Nachbarländern auf der Balkanhalbinsel, Serbien, Nordmazedonien, Albanien und Kroatien wurden Bären gerettet. Laut Aussagen der Parkbetreiber wurden 2007 die letzten drei Tanzbären Bulgariens im Wildpark untergebracht.
Besucher erhalten umfassende Informationen über die traurigen Bedingungen, unter denen die Bären vor ihrer Rettung litten, sowie über die natürlichen Bedürfnisse von Braunbären und ihrem Schutz.
Im Februar 2021 bot Brigitte Bardot dem Trentiner Landeshauptmann Maurizio Fugatti an, drei „Problembären“ aus Italien in den Tanzbärenpark Belitsa aufzunehmen.